# Ptah
Plah (Pteh, Peteh) là vị thần sáng tạo trong tôn giáo Ai Cập cổ đại. Ông là một trong bộ ba vị thần được tôn sùng tại kinh đô Memphis cùng với vợ là Sekhmet (hoặc Bastet) và con trai Nefertem.

## Thần thoại
Ptah được xem vị thần tối cao và đã tạo ra tất cả các vị thần, kể cả tám vị thần Ogdoad thuở sơ khai (Amun, Amunet, Nu, Naunet, Heh, Hauhet, Kuk, và Kauket) và 9 vị thần của Heliopolis. Theo Thần học Memphite, ông đã tạo ra thế giới bằng năng lực ngôn từ của mình. Ông được tôn kính với danh hiệu "Người đặt các thần vào vị trí của họ và cho mọi thứ hơi thở của sự sống".
Được cho là người sáng tạo ra các nghệ thuật, thần Ptah đã vẽ kiểu và xây dựng các tòa nhà thế tục, cũng như trông coi việc xây cất các đền đài, ông cũng đã đúc ra các thần và vua từ kim loại. Ông cũng là vị thần bảo trợ của những thợ thủ công và kiến trúc sư, những người làm công việc liên quan đến nghệ thuật và sự sáng tạo: họa sĩ, nhà điêu khắc và thợ mộc.
Ông cũng là một vị thần của sự tái sinh, được cho là người thực hiện nghi lễ "Mở miệng người chết" (mặc dù Anubis và Wepwawet mới là người làm công việc này).
Theo thần thoại, Ptah đã cứu thành phố Pelusium khỏi quân xâm lược Assyrian. Ông đã cho những loài gặm nhấm và sâu bọ phá hủy toàn bộ vũ khí của quân giặc, khiến chúng rơi vào tình thế hoảng loạn. Theo cánh cổng đá Shabaka ghi lại, Ptah đã giải quyết cuộc chiến giữa Horus và Set bằng cách cho Horus cai trị Hạ Ai Cập, trong khi Set cai trị Thượng Ai Cập.

## Biểu tượng
Thần Ptah thường được thể hiện đang quấn một tấm khăn vải lanh bó sát người và đội một chiếc mũ trùm đầu, tay cầm cây vương trượng quyền lực. Tuy nhiên, đôi khi ông được thề hiện qua một hình ảnh méo mó đáng sợ, dưới lốt này người ta cho là ông đang bảo vệ cho nhân loại khỏi các điều xấu.
Khi quyền lực của Memphis suy giảm, thần Ptah thường đi đôi với các thần khác. Vào thời Trung vương quốc, ông được cho là liên kết với Seker (thần chết của Memphite) và Osiris (vua của âm phủ), trở thành Ptah-Sokar-Osiris, biểu tượng của ánh mặt trời dưới địa ngục.
Vợ ông là nữ thần sư tử cái Sekhmet và nữ thần mèo Bastet. Ông cũng là cha của Nefertum và Maahes. Đối diện đền thờ ông là đền thời bò mộng Apis mà người ta cho là một hiện thân của thần này.

## Hình ảnh
- Ptah-Sokar-Osiris
- Bò đực Apis, hiện thân của Ptah, theo truyền thuyết, những con bò Apis dưới hạ giới là những con bò toàn thân màu đen, trên trán có hình tứ giác màu trắng, trên lưng có hình vẽ chim ưng, phía dưới lưỡi có cục thịt thừa hình con bọ hung